# (3157) Novikov
(3157) Novikov (1973 SX3) – planetoida z pasa głównego asteroid okrążająca Słońce w ciągu 5,6 lat w średniej odległości 3,15 au. Odkryta 25 września 1973 roku.